# Ржанов, Георгий Александрович
Георгий Александрович Ржанов (1895—1974) — советский партийный и государственный деятель.

## Биография
Родился 1 января (13 января по новому стилю) 1896 года в селе Журавлиха Чернобулакской волости Вольского уезда Саратовской губернии в бедной крестьянской семье.
В 1902 году село полностью сгорело и семья «пошла по миру». Многие из погорельцев были завербованы на строительство Кругобайкальской железной дороги, в их числе и семья Ржановых. Жили в бараках города Байкальска на берегу озера Байкал. С началом русско-японской войны отец был назначен путевым обходчиком, а мать работала сторожем на железнодорожном переезде. После Революции 1905 года отца перевели в Слюдянку мостовым сторожем, где Георгий начал учиться в двухклассном железнодорожном училище. Окончив его в 1911 году, в этом же году поступил в Иркутскую учительскую семинарию.
В 1914—1915 годах впервые Ржанов познакомился с политическими ссыльными, находящимися в Иркутске. В эти же годы в городе возник кружок с социал-демократическим уклоном, у который входили учащиеся средних учебных заведений. Георгий Ржанов стал его участником. Весной 1915 года он окончил учительскую семинарию и некоторое время жил в Слюдянке, помогая родителям. С 1915 года входил в состав редакционной коллегии нелегального журнала «Наша работа». Осенью 1917 года поступил в Иркутский учительский институт (ныне Педагогический институт Иркутского государственного университета). Но после Октябрьской революции оставил его и занялся революционной деятельностью. В 1918 году был избран заместителем комиссара просвещения Центросибири и был секретарем редакции газеты «Известия Центросибири», а затем — секретарем губернской газеты «Власть труда». В августе 1919 по поручению большевиков возглавил подпольную группу в Слюдянке — под кличкой «Грачев» работал в тылу у белогвардейцев. После отступления белочехов Георгий Ржанов возглавил Слюдянский совет рабочих и солдатских депутатов. После восстановления в Иркутской губернии советской власти был отозван в Иркутск и назначен на должность секретаря губернского бюро РКП(б), а также стал редактором газеты «Власть труда». В Иркутске работал до марта 1924 года. Являлся редактором газет «Власть труда» и «Набат». Избирался делегатом двух Сибирских партийных конференций, а также делегатом II Всероссийского съезда политпросветов, XI Всероссийского съезда Советов и II Всесоюзного съезда Советов в Москве.
В марте 1924 году уехал из Иркутска в Москву и стал работать в аппарате ЦК ВКП(б), в отделе печати. В мае этого же года был направлен в Ярославль для работы редактором газеты «Северный рабочий». На короткое время вернулся в Москву, где был проректором Всесоюзного коммунистического института журналистики имени «Правды». В октябре 1925 года был утвержден редактором краевой газеты «Тихоокеанская звезда» в Хабаровске, где был избран членом крайкома. В 1927 переехал в Ленинград и был назначен на должность заместителя заведующего агитпропом, затем — заместителем заведующего сектором печати Севзапбюро ЦК ВКП(б) и позже — Ленинградского обкома партии.
В 1929 году Г. А. Ржанов был назначен председателем правления издательства Сельхозгиз в Москве. В 1931 году переведён в Московский комитет ВКП(б), где стал заведующим сектором печати. С 1932 по 1935 год был редактором газеты Московского городского комитета ВКП(б) и Моссовета — «Вечерняя Москва». С 1935 по 1937 год работал в Центральном комитете КПСС заведующим кабинетом центральных газет и редактор «Прессбюро» для областных и районных газет. С 1937 года являлся заместителем директора Гослитиздата и редактором альманаха «Дружба народов». Затем заведовал редакционным отделом издательства Академии наук СССР, а с октября 1940 по 1945 год работал во Всесоюзном радиокомитете при Совнаркоме СССР главным редактором литературно-драматического вещания и начальником контроля за радиопередачами. В годы Великой Отечественной войны Георгий Александрович работал на радио. В августе 1945 года вернулся в Московский комитет КПСС и работал редактором его журнала «Московский пропагандист», избирался кандидатом в члены МК КПСС. С 1955 года работал в газете Министерства культуры СССР «Советская культура», а в 1960 году вышел на заслуженный отдых пенсионером союзного значения.
Был награждён орденом Трудового Красного Знамени и медалями, в числе которых «За оборону Москвы». Удостоен звания «Почётный гражданин Иркутска».
Умер в 1974 году в Москве.